# 黑边凹腹鳕
黑边凹腹鳕（学名：Ventrifossa nigromarginata）为长尾鳕科凹腹鳕属的鱼类。分布于菲律宾中南部、北婆罗洲达弗尔湾及印度尼西亚的佛罗理斯等深海区以及见于南中国海东北部等，常生活于水深246.9-723米以及底为珊瑚海区。该物种的模式产地在Simaluc岛附近。